# Militära grader i Förenta Staternas armé
Militära grader i Förenta Staternas armé visar militära grader och gradbeteckningar samt truppslagstecken och yrkestecken i USA:s armé.
Dessa liksom uniformsreglemente finns publicerade i publikationen Wear and Appearance of Army Uniforms and Insignia (Army Regulation 670–1).

## Grader och gradbeteckningar

### Officerare
| Officersgrader i Förenta staternas armé.                                                                              | Officersgrader i Förenta staternas armé. | Officersgrader i Förenta staternas armé. | Officersgrader i Förenta staternas armé. | Officersgrader i Förenta staternas armé. | Officersgrader i Förenta staternas armé. | Officersgrader i Förenta staternas armé. | Officersgrader i Förenta staternas armé. | Officersgrader i Förenta staternas armé. | Officersgrader i Förenta staternas armé. | Officersgrader i Förenta staternas armé. | Officersgrader i Förenta staternas armé. |
| Am. lönegrad | O-11                                     | O-10                                     | O-9                                      | O-8                                      | O-7                                      | O-6                                      | O-5                                      | O-4                                      | O-3                                      | O-2                                      | O-1                                      |
| --- | ---------------------------------------- | ---------------------------------------- | ---------------------------------------- | ---------------------------------------- | ---------------------------------------- | ---------------------------------------- | ---------------------------------------- | ---------------------------------------- | ---------------------------------------- | ---------------------------------------- | ---------------------------------------- |
| Axelklaff |                                          |                                          |                                          |                                          |                                          |                                          |                                          |                                          |                                          |                                          |                                          |
| Ärm på mässdräkt |                                          |                                          |                                          |                                          |                                          |                                          |                                          |                                          |                                          |                                          |                                          |
| Axelmärke på blå tjänstedräkt                                                                                         |                                          |                                          |                                          |                                          |                                          |                                          |                                          |                                          |                                          |                                          |                                          |
| Hylsa |                                          |                                          |                                          |                                          |                                          |                                          |                                          |                                          |                                          |                                          |                                          |
| Tjänstegrad | General of the Army 1                    | General                                  | Lieutenant General                       | Major General                            | Brigadier General                        | Colonel                                  | Lieutenant Colonel                       | Major                                    | Captain                                  | First Lieutenant                         | Second Lieutenant                        |
| Förkortning | GA                                       | GEN                                      | LTG                                      | MG                                       | BG                                       | COL                                      | LTC                                      | MAJ                                      | CPT                                      | 1LT                                      | 2LT                                      |
| Dagligt tilltal | General                                  | General                                  | General                                  | General                                  | General                                  | Colonel                                  | Colonel                                  | Major                                    | Captain                                  | Lieutenant                               | Lieutenant                               |
| NATO-kod | OF-10                                    | OF-9                                     | OF-8                                     | OF-7                                     | OF-6                                     | OF-5                                     | OF-4                                     | OF-3                                     | OF-2                                     | OF-1                                     | OF-1                                     |
| Motsvarar i Finlands armé                                                                                             | (Fältmarskalk) (Marskalk av Finland)     | General                                  | Generallöjtnant                          | Generalmajor                             | Brigadgeneral                            | Överste                                  | Överstelöjtnant                          | Major                                    | Kapten                                   | Premiärlöjtnant Löjtnant Fänrik          | Premiärlöjtnant Löjtnant Fänrik          |
| Motsvarar i Sveriges armé                                                                                             | (Fältmarskalk)                           | General                                  | Generallöjtnant                          | Generalmajor                             | Brigadgeneral                            | Överste                                  | Överstelöjtnant                          | Major                                    | Kapten                                   | Löjtnant                                 | Fänrik                                   |
| 1Har endast tilldelats George C. Marshall, Douglas MacArthur, Dwight D. Eisenhower, Henry H. Arnold och Omar Bradley. |                                          |                                          |                                          |                                          |                                          |                                          |                                          |                                          |                                          |                                          |                                          |

### Warrant officer
| Warrant officers i Förenta staternas armé | Warrant officers i Förenta staternas armé | Warrant officers i Förenta staternas armé | Warrant officers i Förenta staternas armé | Warrant officers i Förenta staternas armé | Warrant officers i Förenta staternas armé |                            |
| Am. lönegrad                              | W-5                                       | W-4                                       | W-3                                       | W-2                                       | W-1                                       |                            |
| ----------------------------------------- | ----------------------------------------- | ----------------------------------------- | ----------------------------------------- | ----------------------------------------- | ----------------------------------------- | -------------------------- |
| Kragmärke                                 |                                           |                                           |                                           |                                           |                                           |                            |
| Ärm på mässdräkt                          |                                           |                                           |                                           |                                           |                                           |                            |
| Hylsa                                     |                                           |                                           |                                           |                                           |                                           |                            |
| Tjänstegrad                               | Chief Warrant Officer 5                   | Chief Warrant Officer 4                   | Chief Warrant Officer 3                   | Chief Warrant Officer 2                   | Warrant Officer 1                         |                            |
| Förkortning                               | CW5                                       | CW4                                       | CW3                                       | CW2                                       | WO1                                       |                            |
| NATO-kod                                  | WO-5                                      | WO-4                                      | WO-3                                      | WO-2                                      | WO-1                                      |                            |
| Motsvarar i Finlands armé                 | Direkt motsvarighet saknas                | Direkt motsvarighet saknas                | Direkt motsvarighet saknas                | Direkt motsvarighet saknas                | Direkt motsvarighet saknas                | Direkt motsvarighet saknas |
| Motsvarar i Sveriges armé                 | Direkt motsvarighet saknas                | Direkt motsvarighet saknas                | Direkt motsvarighet saknas                | Direkt motsvarighet saknas                | Direkt motsvarighet saknas                | Direkt motsvarighet saknas |

### Underofficerare, underbefäl och manskap
| Underofficers- och manskapsgrader i Förenta staternas armé | Underofficers- och manskapsgrader i Förenta staternas armé | Underofficers- och manskapsgrader i Förenta staternas armé | Underofficers- och manskapsgrader i Förenta staternas armé | Underofficers- och manskapsgrader i Förenta staternas armé | Underofficers- och manskapsgrader i Förenta staternas armé | Underofficers- och manskapsgrader i Förenta staternas armé | Underofficers- och manskapsgrader i Förenta staternas armé | Underofficers- och manskapsgrader i Förenta staternas armé | Underofficers- och manskapsgrader i Förenta staternas armé | Underofficers- och manskapsgrader i Förenta staternas armé | Underofficers- och manskapsgrader i Förenta staternas armé | Underofficers- och manskapsgrader i Förenta staternas armé | Underofficers- och manskapsgrader i Förenta staternas armé | Underofficers- och manskapsgrader i Förenta staternas armé | Underofficers- och manskapsgrader i Förenta staternas armé |
| Indelning | Underofficerare                                            | Underofficerare                                            | Underofficerare                                            | Underofficerare                                            | Underofficerare                                            | Underofficerare                                            | Underbefäl                                                 | Underbefäl                                                 | Underbefäl                                                 | Underbefäl                                                 | Underbefäl                                                 | Manskap                                                    | Manskap                                                    | Manskap                                                    | Manskap                                                    |
| Am. lönegrad | E-9                                                        | E-9                                                        | E-9                                                        | E-8                                                        | E-8                                                        | E-7                                                        | E-6                                                        | E-6                                                        | E-5                                                        | E-5                                                        | E-4                                                        | E-4                                                        | E-3                                                        | E-2                                                        | E-1                                                        |
| --- | ---------------------------------------------------------- | ---------------------------------------------------------- | ---------------------------------------------------------- | ---------------------------------------------------------- | ---------------------------------------------------------- | ---------------------------------------------------------- | ---------------------------------------------------------- | ---------------------------------------------------------- | ---------------------------------------------------------- | ---------------------------------------------------------- | ---------------------------------------------------------- | ---------------------------------------------------------- | ---------------------------------------------------------- | ---------------------------------------------------------- | ---------------------------------------------------------- |
| Ärmmärke |                                                            |                                                            |                                                            |                                                            |                                                            |                                                            |                                                            |                                                            |                                                            |                                                            |                                                            |                                                            |                                                            |                                                            | finns ej                                                   |
| Tjänstegrad | Sergeant Major of the Army1                                | Command Sergeant Major                                     | Sergeant Major                                             | First Sergeant                                             | Master Sergeant                                            | Sergeant First Class                                       | Staff Sergeant                                             | Staff Sergeant                                             | Sergeant                                                   | Sergeant                                                   | Corporal                                                   | Specialist                                                 | Private First Class                                        | Private                                                    | Private                                                    |
| Förkortning | SMA                                                        | CSM                                                        | SGM                                                        | 1SG                                                        | MSG                                                        | SFC                                                        | SSG                                                        | SSG                                                        | SGT                                                        | SGT                                                        | CPL                                                        | SPC                                                        | PFC                                                        | PV2                                                        | PV1                                                        |
| NATO-kod | OR-9                                                       | OR-9                                                       | OR-9                                                       | OR-8                                                       | OR-8                                                       | OR-7                                                       | OR-6                                                       | OR-6                                                       | OR-5                                                       | OR-5                                                       | OR-4                                                       | OR-4                                                       | OR-3                                                       | OR-2                                                       | OR-1                                                       |
| Motsvarar i Finlands armé | Militärmästare                                             | Militärmästare                                             | Militärmästare                                             | Överfältväbel                                              | Överfältväbel                                              | Fältväbel                                                  | Översergeant                                               | Översergeant                                               | Sergeant                                                   | Sergeant                                                   | Undersergeant                                              | Undersergeant                                              | Korpral                                                    | Soldat                                                     | Rekryt                                                     |
| Motsvarar i Sveriges armé | Regementsförvaltare                                        | Regementsförvaltare                                        | Regementsförvaltare                                        | Förvaltare                                                 | Förvaltare                                                 | Fanjunkare                                                 | Översergeant                                               | Sergeant                                                   | Överfurir                                                  | Furir                                                      | Korpral                                                    | Korpral                                                    | Vicekorpral                                                | Menig 4 Menig 3                                            | Menig 2 Menig 1 Menig                                      |
| 1 Det finns bara en Sergeant Major of the Army på aktiv stat och denne tjänstgör vid högkvarteret som rådgivare till arméministern och stabschefen i frågor som rör underofficerare och manskap. |                                                            |                                                            |                                                            |                                                            |                                                            |                                                            |                                                            |                                                            |                                                            |                                                            |                                                            |                                                            |                                                            |                                                            |                                                            |

## Truppslagstecken
Samtliga av arméns militära personal, undantaget rekryter, tillhör ett truppslag. Personer med generalsgrad bär däremot inte truppslagstecken på uniform. Nedan visas trupperslagstecken för officerare.

- Arméflyget
- Artilleriet
- Auditörskåren
Judge Advocate General's Corps (JA)
- Civilt samarbete
Civil Affairs Corps (CA)
- Finanskåren
- Generaladjutantskåren
Adjutant General's Corps (AG)
- Generalinspektörskåren
- Generalstabskåren
- Hälso- och sjukvårdspersonal (övrig)
- Infanteriet
- Ingenjörstrupperna
Corps of Engineers (EN)
- Intendenturtrupperna
- Kavalleriet
- Kemiska trupperna
Chemical Corps (CM)
- Luftvärnet
- Logistiktrupperna
- Medicinalkåren
Medical Corps (MC)
- Militär själavårdspersonal (buddhism)
- Militär själavårdspersonal (hinduism)
- Militär själavårdspersonal (islam)
- Militär själavårdspersonal (judendom)
- Militär själavårdspersonal (kristendom)
- Militärpoliskåren
- Nationalgardesbyrån
- Pansartrupperna
- Psykologiska operationer
- Signaltrupperna
- Sjuksköterskekåren.
- Specialförband
(användes historiskt av indianspejare).
- Stabsspecialist
- Tandläkarkåren
- Telekrigföring
- Transporttrupperna
- Underrättelsekåren
Military Intelligence Corps (MI)
- Upphandlingskåren
Acquisition Corps (AC)
- Veterinärkåren

## Yrkestecken

Expert Infantryman Badge (EIB) (bärs av soldater som genomgått infanteriutbildning)[5][6]
Combat Infantryman Badge (CIB) (bärs av den med EIB som deltagit i strid)[7]
Expert Field Medical Badge (EFMB) (delas ut till kvalificerade sjukvårdare)
Combat Medical Badge (delas ut till sjukvårdare som befunnit sig i strid)
Expert Soldier Badge (ESB)(delas från 2019 ut till soldater som inte är infanterister, sjukvårdare & specialförband och som uppfyller vissa krav)
Combat Action Badge (CAB)(delas från 2005 ut till andra soldater än infanterister, sjukvårdare & specialförband som deltagit i strid)
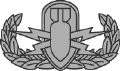
Explosive Ordnance Disposal Badge (bombröjning)
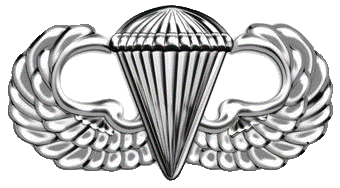
Parachutist Badge
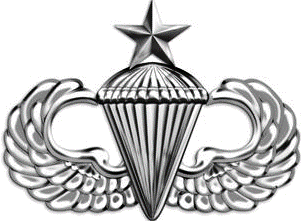
Senior Parachutist Badge
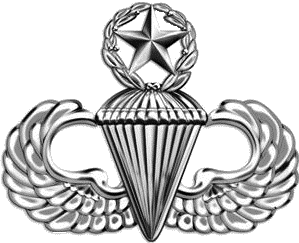
Master Parachutist Badge
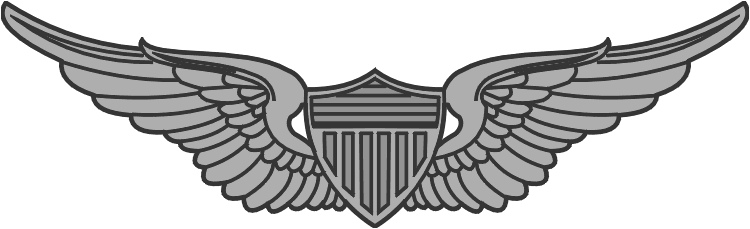
Aviator Badge (i likhet med flygvapnets pilotvingar finns dessa i tre grader)
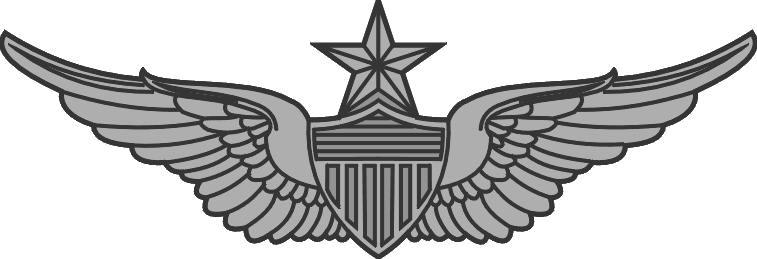
Senior Aviator Badge
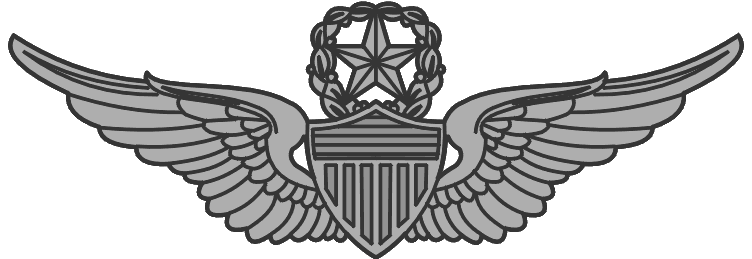
Master Aviator Badge
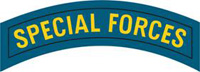
Special Forces Tab (bärs av den som genomgått specialförbandsutbildningen)
Ranger Tab (bärs av den som genomgått Ranger School; dock inte samma sak som att tjänstgöra i Rangers-förband)
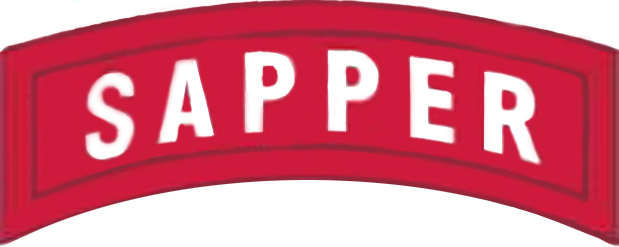
Sapper Tab (ingenjörssoldat)